# Overstrand
Overstrand es una parroquia civil situada en el condado no metropolitano de Norfolk, en Inglaterra (Reino Unido). Según el censo de 2021, tiene una población de 1000 habitantes.
La población de la localidad, ubicada sobre la costa, se incrementa de manera considerable durante los meses de verano.